# Marc Claudi Marcel Eserní (cònsol)
Marc Claudi Marcel Eserní (en llatí: Marcus Claudius Marcellus Aeserninus) va ser un magistrat romà que va ser cònsol l'any 22 aC. Formava part de la gens Clàudia i era de la família dels Claudis Marcels. L'agnomen Eserní prové de la ciutat d'Esèrnia, on el seu pare, Marc Claudi Marcel, havia lluitat.
Era qüestor a Hispània l'any 48 aC sota Quint Cassi Longí. Les exaccions del legat Cassi van provocar un motí a Còrduba, i va enviar ràpidament Claudi Marcel a la ciutat a reprimir la revolta. Però Marcel es va unir als amotinats, no se sap si per convicció o obligat, i es va posar al seu front oposant-se a Cassi, però proclamant la seva lleialtat a Juli Cèsar. Encara que durant un temps els dos homes es van enfrontar, Marcel va evitar un xoc directe amb Cassi. Quan el nou procònsol Lèpid va arribar, Marcel se li va sotmetre immediatament i va posar als seus homes sota el seu comandament. Va perdre el favor de Cèsar, però l'havia recuperat abans del 44 aC. Es va casar amb Asínia, filla de Gai Asini Pol·lió, cònsol el 40 aC.